# (5673) McAllister
(5673) McAllister (1986 RT2) – planetoida z pasa głównego asteroid okrążająca Słońce w ciągu 3,59 lat w średniej odległości 2,34 j.a. Odkryta 6 września 1986 roku.